# در حمایت معنوی از افراد همجنس‌گرا
سند در حمایت معنوی از افراد همجنسگرا، همچنین توسط کلمات اول آن Homosexualitatis problema شناخته می‌شود، یک  نامه معنوی نوشته شده توسط جماعت برای دکترین ایمان (CDF) از کلیسای کاتولیک روم خطاب به اسقف کلیسای کاتولیک است که در تاریخ ۱ اکتبر ۱۹۸۶ توسط کاردینال جوزف راتزینگر (بعدها پاپ بندیکت شانزدهم) و اسقف اعظم آلبرتو بونون در رم به آنها تحویل داده شد. در این نامه دستورالعملهایی در مورد نحوه برخورد و پاسخ دادن به افراد همجنس‌گرای زن، همجنسگرای مرد و دوجنسگرا ارائه شده‌است. پاپ جان پاول دوم نامه را تصویب و دستور انتشار آن را صادر کرد. این طرح برای اصلاح سوء تفاهم‌ها و سوء تفسیرها در نامه CDF در سال ۱۹۷۵، اعلامیه دربارهٔ برخی از سؤالات مربوط به اخلاق جنسی (پرسونا هومنا) انجام شده‌بود.

راتزینگر توضیح داد که آموزه کلیسا در مورد گناهکاری اعمال همجنسگرایانه بسیار پیچیده‌تر از آنچه که معمولاً توسط رسانه‌ها تبلیغ می‌شود و برخی کاتولیک‌ها اعتقاد دارند است: 
 استدلال شده‌است که گرایش همجنس گرایانه در موارد خاص نتیجه انتخاب آگاهانه نیست؛ بنابراین فرد همجنسگرا چاره ای جز رفتار با روحیه همجنسگرایانه نخواهد داشت. فقدان آزادی بدین معنی است که چنین شخصی، حتی اگر به فعالیت همجنسگرایانه بپردازد، مقصر نخواهد بود. در اینجا ، سنت اخلاقی عاقلانه کلیسا مهم است، چرا که در داوری موارد فردی هشدار می‌دهد. در حقیقت، شرایطی ممکن است وجود داشته باشد یا ممکن است در گذشته وجود داشته باشد، که باعث می‌شود مقصر بودن فرد در یک زمان معین، کاهش یا حذف شود. یا شرایط دیگر ممکن است آن را افزایش دهد. آنچه از هر قیمتی که می‌توان از آن اجتناب کرد، این فرض بی اساس و شرورانه است که رفتار جنسی افراد همجنس‌گرا همیشه و کاملاً اجباری است و بنابراین قابل تحمل است. 
 در این نامه کاردینال اظهار داشت: «گرچه تمایل خاص فرد همجنس‌گرا، گناه نیست، اما یک گرایش کم و بیش قوی است که به یک شر اخلاقی ذاتی متمایل است؛ و بنابراین خود تمایل باید به عنوان یک اختلال عینی تلقی شود. . . . . جای تاسف دارد که افراد همجنسگرا هدف گفتار خشن یا رفتار خشونت‌آمیز بوده و هستند. چنین رفتاری مستحق محکوم کردن از پیشوایان کلیسا در هر کجا که باشند است».